# Stipa capillata
Stipa capillata is een plant uit de grassenfamilie (Poaceae). De soort komt hoofdzakelijk voor in de steppegordel van Roemenië en Oekraïne oostwaarts tot het zuiden van Rusland, Kazachstan en Daurië. Komt ook voor in Hongarije, het Zevenburgs Plateau, het oosten van Oostenrijk, het noorden van Italië en delen van Tsjechië en Duitsland. Elders in Centraal- en Zuid-Europa alleen geïsoleerde populaties.
... · 
S. capillata · 
S. lessingiana · 
S. pennata · 
S. pontica · 
S. pulcherrima · 
S. tirsa · 
S. ucrainica · 
S. zalesskii · 
...